# Dzungarisuchus
Dzungarisuchus — вимерлий одновидовий рід крокодилів. Скам'янілості були знайдені в Сіньцзяні, Китай пізнього еоцену. Єдині останки, які були знайдені, це окремі посткраніальні та щелепні фрагменти. Через це рід маловідомий. Весь знайдений матеріал належить до типового виду Dzungarisuchus manacensis.